# Croton bernierus
Espèce
Croton bernierus est une espèce de plantes à fleurs du genre Croton et de la famille des Euphorbiaceae, présente à l'ouest de Madagascar.
Il a pour synonyme :
- Argyrodendron ovatum, Boivin ex Baill.
- Croton bernierus var. namorokensis, Leandri, 1939
- Oxydectes berniera (Baill.) Kuntze